# سید عبدالحسین ساسان
سید عبدالحسین ساسان (زاده ۱۳۲۷ در اصفهان)است.
وی منتخب اول مردم اصفهان در نخستین دوره شورای اسلامی شهر اصفهان بود. 
عبدالحسین همچنین دارای تحقیقاتی در زمینه‌های اقتصاد سیاسی، اقتصاد حمل و نقل، جامعه‌شناسی و روابط بین‌الملل، … نیز هست.

## زندگی‌نامه
عبدالحسین پس از دریافت لیسانس اقتصاد، در مؤسسه روابط بین‌الملل وزارت امور خارجه به ادامه تحصیل پرداخت. سپس عازم آمریکا شد و در دانشگاه آمریکن واقع در واشینگتن دی سی به تحصیلات خود در رشته اقتصاد بخش عمومی ادامه داد. 
او بلا فاصله بعد از اتمام تحصیلات به ایران بازگشت و به عنوان عضو هیئت علمی گروه اقتصاد در دانشگاه اصفهان مشغول به کار شد. در سال ۱۳۶۴ به ریاست دانشکده علوم اداری و اقتصاد منصوب شد و تا سال ۱۳۶۹ در این سمت مشغول به خدمت بود. در این دوره موفق به ساخت کتابخانه بزرگی برای این دانشکده شد. همچنین انتشار مجله دانشکده علوم اداری و اقتصاد دانشگاه اصفهان و برگزاری سمینارهای ملی مانند؛ «نخستین سمینار اقتصاد بدون نفت»؛ «سمینار سراسری بررسی مسائل حمل و نقل ایران» و «نخستین سمینار بررسی مسائل جمعیتی ایران» از دیگر فعالیت‌های وی در زمان تصدی این مسئولیت بوده‌است.
سپس وی به دعوت شهردار وقت اصفهان، «دفتر برنامه‌ریزی شهری» را در شهرداری اصفهان تأسیس کرد و تا سال ۱۳۷۲ با این دفتر همکاری داشت. درهمین دوره، مرکز آموزش «مدیریت شهری» توسط استانداری اصفهان تأسیس شد و مسئولیت آن بر عهده وی قرار گرفت.
سید عبدالحسین ساسان در سال ۱۳۷۵ توسط هیئت امنای مرکز علمی مار کوئیز آمریکا به عنوان یکی از افراد بر جسته در خدمات علمی جهان برگزیده شد و شرح زندگی و آثار او در چاپ چهار دهم «دائر ةالمعارف مشاهیر جهان» به نام: WHO'S WHO IN THE WORLD در سال ۱۹۹۷ منتشر شد.
وی همچنین به عنوان عضو شورای نویسندگان مجله «نمای خاور میانه» یاMIDDLE EAST FORUM درآمد که مرکز آن در دانشگاه یونان است. همچنین برای عضویت در دایره المعارف مشاهیر علوم و مهندسی سال ۱۳۷۶ و فرهنگستان علوم نیویورک سال ۱۳۷۷ دعوت گردید
او در سال ۱۳۸۹ از سوی وزارت علوم به جمع استادان بازنشسته پیوست.

## دوره‌های آموزشی
- دوره تخصصی دیپلماسی و روابط بین‌الملل، مؤسسه روابط بین‌الملل وزارت امور خارجه(۱۳۵۳)
- دوره تخصصی برنامه‌ریزی حمل و نقل، سازمان کنفرانس اسلامی، اسلام‌آباد، مؤسسه توسعه اقتصادی پاکستان (۱۳۶۳)
- دوره تخصصی مدیریت خود گردان، مرکز بین دانشگاهی تحصیلات تکمیلی، دوبرونویک- یوگسلاوی سابق (۱۳۶۵)

(Inter University of postgraduate Studies)

## سوابق شغلی
- عضو هیئت عملی گروه اقتصاد دانشگاه اصفهان (۱۳۸۸–۱۳۶۰)
- رئیس دانشکده علوم اداری و اقتصاد (۱۳۶۹–۱۳۶۴)
- رئیس مرکز آموزش مدیریت شهر ی (۱۳۷۳–۱۳۶۹)
- مشاور وزیر کار و امور اجتماعی (۱۳۷۶–۱۳۷۲)
- مدیر دفتر برنامه‌ریزی شهری شهرداری اصفهان (۱۳۷۱–۱۳۶۹)
- سرپرست کمینه صنایع دستی، شهر ک علمی و تحقیقاتی اصفهان (۱۳۸۶–۱۳۷۴)
- عضو هیئت مؤسس «جمعیت پیام سبز اصفهان» ،(۱۳۷۴)
- عضو هیئت مؤسس بنیاد فرهنگی فردوسی اصفهان، (۱۳۷۸)
- عضو هیئت مؤسس و هیئت امنای بنیاد فرهنگی امام صادق، (۱۳۷۸)
- مشاور عمرانی دانشگاه اصفهان (۱۳۸۴–۱۳۷۶)
- دبیر نخستین سمینار تخصصی بررسی کاربری تکنولوژی در توسعه شهری، (۱۳۸۰)
- عضو هیئت مؤسس دانشگاه بزرگمهر اصفهان، (۱۳۸۵)
- عضو شورای اسلامی شهر اصفهان، (۱۳۸۱–۱۳۷۸)
- رئیس کمیسیون عمران شورای اسلامی شهر اصفهان، (۱۳۸۱–۱۳۷۸)
- مدیر مرکز هم‌اندیشی توسعه استان اصفهان، (۱۳۸۴–۱۳۸۲)
- عضو هیئت امنا مؤسسه خیریه محمد امین اصفهان (۱۳۸۷)
- انتخاب به عنوان استاد نمونه دانشگاه اصفهان

## برخی از کتاب‌ها، تحقیقات و مقالات
- طرح آزاد راه اصفهان - کاشان (۱۳۶۰)
- طرح آموزش و اشتغال معلولین(۱۳۶۱)
- اقتصاد بخش عمومی، جلد یکم، «تخصیص منابع بهینه میان بخشی»، (۱۳۶۲)
- اقتصاد بخش عمومی، جلد دوم، «مالیات، بودجه، خزانه»، (۱۳۶۳)
- اقتصاد جابجاگری (حمل و نقل) و بررسی راه‌های استان اصفهان، (۱۳۶۴)
- برنامه حمل و نقل و ترافیک شهری، سمینار فرهنگ و ترافیک، (۱۳۶۶)
- زندگی و آثار بوکانان برنده جایزه ۱۹۸۶ نوبل در اقتصاد، مجله دانشکده علوم اداری و اقتصاد، (۱۳۶۶)
- ویرایش طرح مطالعات پارکینگ، بنیاد تحقیقات اقتصادی و اداری، (۱۳۶۷)
- ویرایش «اقتصاد راه و تئوری تأمین هزینه‌های حمل ونقل» بنیاد تحقیقات اقتصادی، (۱۳۶۷)
- «حساسیت بها گذاری فراورده‌های کشاورزی» بنیاد تحقیقات اقتصاد، (۱۳۶۸)
- مکان یابی اسکان جمعیت در استان اصفهان در افق سال ۱۴۰۰،(۱۳۷۰)
- «آنچه شهر نیست»، ماهنامه گسترش تولید و عمران، (۱۳۷۱)
- «نابودی روستا و استحاله شهر»، ماهنامه گسترش تولید و عمران، (۱۳۷۲)
- برآورد تراکم جمعیت در برنامه‌ریزی شهر ی بر اساس الگوی کلارک ومیلز، مجله دانشکده علوم اداری و اقتصاد، (۱۳۷۲)
- بررسی ارزشهای اقتصادی، اجتماعی و تحقیقاتی حفاظت از محیط زیست طبیعی، (۱۳۷۳)
- بررسی ارزشهای اقتصادی، پارک ملی کلاه قاضی و پناهگاه حیات وحش قمیشلو، (۱۳۷۴)
- بررسی ارزشهای اقتصادی … پناهگاه حیات وحش موته، (۱۳۷۵)
- پروژه تحقیقاتی توسعه اقتصادی، اجتماعی و فرهنگی شهرستان سمیرم، (۱۳۷۶)
- پروژه تحقیقاتی توسعه فرش چهار محال بختیاری، (۱۳۷۷)
- سند توسعه شهر اصفهان موسوم به اصفهان۱۴۱۴، (۱۳۷۹)
- همکار و پژوهشگر طرح‌های جامع منطقه آزاد قشم، منطقه آزاد چابهار، برنامه اسکان استان اصفهان در افق سال ۱۴۰۰و منطقه ویژه اقتصادی انزلی، (۱۳۷۹–۱۳۷۰)
- اقتصاددانان روشنفکر هستند یا تکنوکرات، اولین همایش دستاوردهای آموزشی و پژوهشی علم اقتصاد در ایران، (۱۳۸۳)
- مالیه عمومی و خط مشی مالی دولتها، انتشارات دانش نما، اصفهان، (۱۳۸۴)
- ارزیابی عملکرد برنامه چهارم توسعه در استان اصفهان، (۱۳۸۶)
- آموزش اقتصاد در مولتی ورسیتی‌ها یا دانشگاه‌های نسل پنجم، (۱۳۸۸)

## سمت‌ها در شورای اسلامی شهر اصفهان
- رئیس کمیسیون عمران شورای اسلامی شهر اصفهان